# .gt

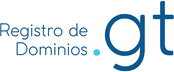
.gt 域名注册局所用的图标

.gt為危地马拉國家及地區頂級域（ccTLD）的域名，於1992年8月14日啟用。自2012年5月29日起，人們可以註冊.gt二级域名。該域名在危地馬拉有較多人使用。

## 外部連結
- IANA .gt whois information（页面存档备份，存于）
- .gt domain registration website